# Sedum chauveaudii
Sedum chauveaudii là một loài thực vật có hoa trong họ Crassulaceae. Loài này được Raym.-Hamet miêu tả khoa học đầu tiên năm 1910.